# وزارة الحرب الغاشمة (فلم)
وزارة الحرب الغاشمة (بالإنجليزية: The Ministry of Ungentlemanly Warfare) هو فيلم تجسس أكشن قادم من إخراج جاي ريتشي وشارك في كتابته، استنادًا إلى كتاب 2014 محاربو تشرشل السريون: القصة الحقيقية المتفجرة للقوات الخاصة اليائسة في الحرب العالمية الثانية بقلم داميان لويس.
ومن المقرر أن يصدر الفيلم في الولايات المتحدة في 19 أبريل 2024.

## القصة
توصف بأنها قصة حقيقية عن منظمة بريطانية سرية في الحرب العالمية الثانية: منظمة تنفيذ العمليات الخاصة. ساعدت حربهم غير النظامية ضد النازيين، التي أسسها ونستون تشرشل، على تغيير مسار الحرب وأدت إلى ظهور العمليات السوداء الحديثة.

## طاقم التمثيل
- هنري كافيل في دور جوس مارش فيليبس
- إيزا غونزاليس
- آلان ريتشسون
- هنري جولدينج
- أليكس بيتيفر
- هيرو فينيس تيفين
- بابس أولوسانموكون
- تيل شفايجر
- هنريك زاجا
- كاري إلويس
- فيشر ستيفنز
- روجر سنايبس
- داني ساباني
- فريدي فوكس
- كارلوس بارديم
- أولاف كايهان
- ميرت دينسر
- إثيل فون بريكسهام